# Anvik River
Der Anvik River ist ein 225 Kilometer langer rechter Nebenfluss des Yukon Rivers im Westen des US-Bundesstaats Alaska.

## Verlauf
Er entspringt in den Nulato Hills südöstlich von Unalakleet und fließt zunächst parallel zum Yukon River südwärts. Der Anvik River weist im Mittel- und Unterlauf ein stark mäandrierendes Verhalten auf. Nach einer Richtungsänderung im Unterlauf nach Osten mündet er drei Kilometer nördlich der Siedlung Anvik in den Yukon River.

### Einzugsgebiet
Der Anvik River entwässert ein Areal von etwa 4610 km². Die höchsten monatlichen Abflüsse treten gewöhnlich während der Schneeschmelze im Mai auf.

### Nebenflüsse
Größere Nebenflüsse sind Otter Creek von rechts und Yellow Creek von links.

## Name
Der Name des Flusses wurde in den 1840ern von L. A. Sagoskin, einem Leutnant der kaiserlich russischen Marine, als „R(eka) Anvig“ erstmals dokumentiert.